# Oz Noy

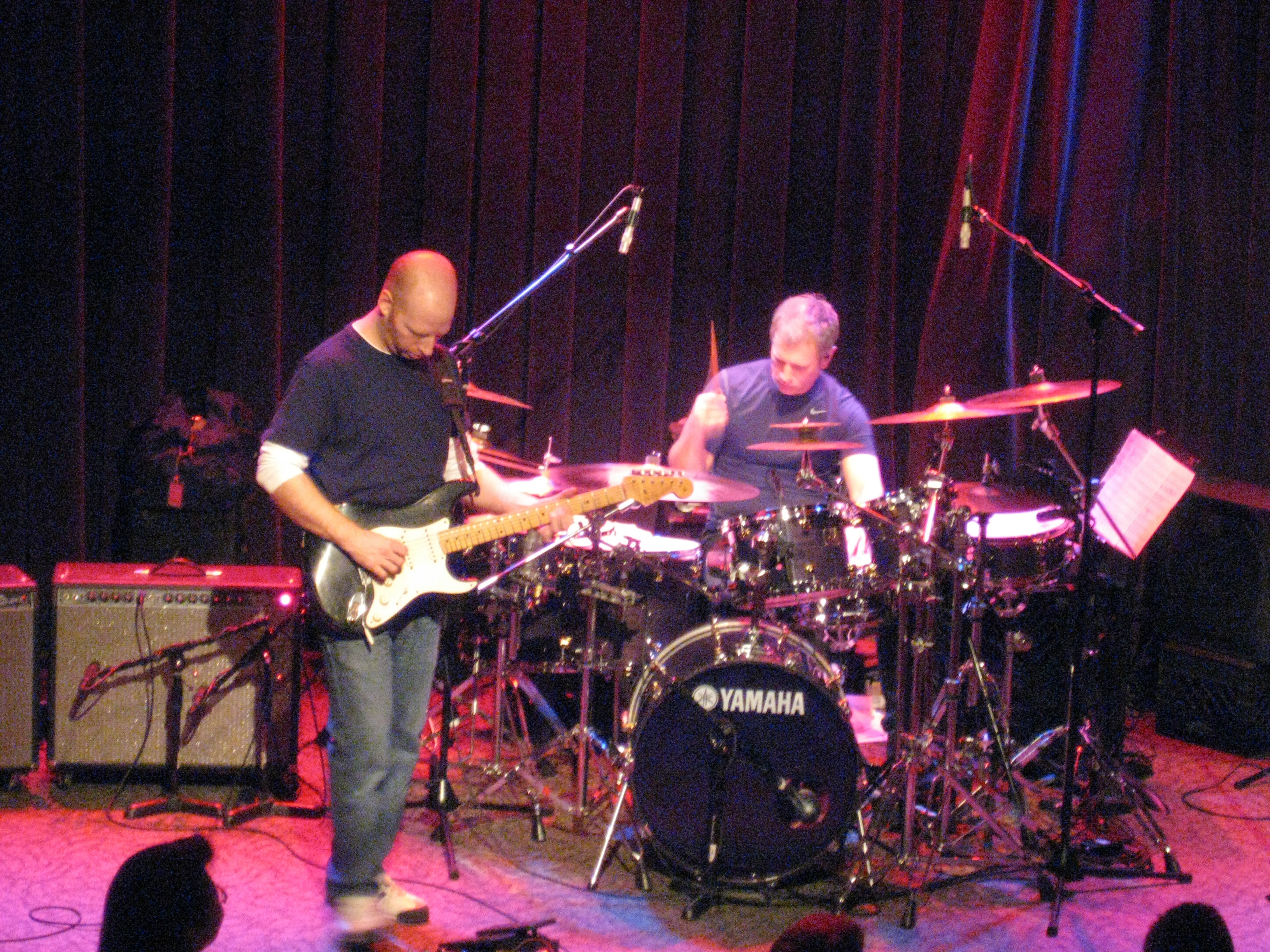
Oz Noy (links) mit Dave Weckl im Jazz Alley, 2011

Oz Noy (* 25. April 1972 in Israel) ist ein israelisch-amerikanischer Musiker (Gitarre, Komposition), dessen Stil Fusionjazz, Blues und Funk verbindet. Seit Mitte der 1990er Jahre lebt er in New York City, wo er mehrere Alben unter eigenem Namen veröffentlichte.

## Leben und Wirken
Noy wurde Anfang der 1970er-Jahre in Israel geboren. Zehnjährig lernte er zunächst Schlagzeug, wechselte aber bald an die Gitarre. Bereits im Jugendalter begann seine Musikerkarriere als Mitglied verschiedener Bands, bald folgten professionelle Studioaufnahmen bei israelischen Major-Labeln. Im Alter von 20 Jahren war er Mitglied der Studioband einer bekannten israelischen Late-Night-Show. Um seiner Karriere zu neuen Impulsen zu verhelfen, entschloss er sich 1996 zu einem Umzug nach New York. Bei Jamsessions in den Jazzclubs von New York lernte er Anton Fig, Keith Carlock, Will Lee und weitere Musiker kennen, die seine musikalische Laufbahn begleiten sollten. Er ging mit Chris Botti, Toni Braxton, Jeff Tain Watts ins Studio sowie auf Tourneen und kooperierte für vielfältige Projekte mit Fusion-Größen wie Dave Weckl, Vinnie Colaiuta, James Genus, Jimmy Haslip, Mike Stern und anderen.
Bei den Labels Magna Carta, Abstract Logix und Criss Cross Jazz veröffentlichte er zehn Alben als Bandleader (Stand 2025). Zusätzlich zu seiner Soloarbeit trat Noy häufig als Begleitmusiker auf und wirkte an zahlreichen Aufnahmen, etwa von Richard Bona oder Wallace Roney, mit. In den jährlichen Umfragen des Magazins Guitar Player wurde er 2009 als „Best New Talent“ und 2013 als „Best ‘Out There’ Guitarist“ ausgezeichnet.

## Diskografische Hinweise
Alben unter eigenem Namen
- 2005: Ha! (Magna Carta)
- 2006: Oz Live (Magnatude Records)
- 2007: Fuzzy (Magnatude Records)
- 2009: Schizophrenic (Magna Carta)
- 2011: Twisted Blues, Vol. 1 (Abstract Logix)
- 2014: Twisted Blues, Vol. 2 (Abstract Logix)
- 2016: Who Gives a Funk (Abstract Logix)
- 2017: Ozone Squeeze (Abstract Logix)
- 2019: Booga Looga Loo (Abstract Logix)
- 2020: Snapdragon (Abstract Logix)
- 2022: Riverside mit Ugonna Okegwo, Roy Marchia
- 2023: Triple Play mit Dennis Chambers und Jimmy Haslip (Abstract Logix)[5]
- 2024: Fun One (Criss Cross Jazz)[6]